# Juanfran Moreno
Juan Francisco Moreno Fuertes (Madrid, 11 de septiembre de 1988), más conocido como Juanfran, es un exfutbolista español que ocupaba las posiciones tanto de defensa como de centrocampista.

## Trayectoria

### Categorías inferiores
Se formó como futbolista en el C.D. Avance, destacando desde edades tempranas.

### Getafe C. F.
Fichado para los juveniles, continuó brillando mientras militaba en su primer equipo filial, el Getafe B. 
En ese mismo año debuta como profesional en la Primera División de España, de la mano de Michael Laudrup, jugando los últimos minutos del partido, donde Juanfran dejó muestras de su calidad. También hace su debut en Europa al jugar unos minutos en la Liga Europa de la UEFA frente al Benfica.

### Villarreal C. F. B
Procedente del club azulón, jugó la temporada 2008-09 en el Villarreal B, con quien logró el ascenso a la Segunda División de España, en la que no llegó a jugar debido a su fichaje por las categorías inferiores del Real Madrid C. F. Estaba considerado como una de las perlas del fútbol madrileño. Es un jugador polivalente que se desempeña principalmente de interior derecho, además de en el lateral derecho.

### Real Madrid Castilla
Juanfran pasó a formar parte del Real Madrid Castilla, primer equipo filial del Real Madrid, con la esperanza de ayudar al equipo a ascender a la Segunda División.
Juanfran debutó con el Real Madrid Castilla en el primer partido de Liga el 30 de agosto de 2009, jugando 50 minutos en la derrota en casa por 1-3 frente al Atlético B. El 17 de enero, anotó su primer gol con el equipo que ayudaría en la victoria frente al Racing B, finalizando su primera temporada con 22 partidos y cinco goles, convirtiéndose en un fijo del equipo.
La temporada siguiente terminaría en tercer lugar de la categoría y se clasificaría para jugar la promoción de ascenso a Segunda División después de 4 años en la 2.ªB. En ella, el equipo sería eliminado por el C. D. Alcoyano, tras perder por 0-2 en el Estadio Santiago Bernabéu y empatar a 2 goles en el partido de vuelta disputado en Alcoy.
La temporada siguiente, consigue el campeonato del Grupo I de la Segunda División B de 2012 lo que les otorgó el derecho a jugar la fase de ascenso de campeones. En ella el filial conseguiría regresar a la Segunda División después de 5 años tras derrotar al Cádiz CF por un resultado global de 8-1. En la ida el equipo blanco logró una victoria de 0-3, que se completó en el partido de vuelta en el Estadio Alfredo Di Stéfano con otra victoria por 5-1. También se proclamó campeón de la categoría, tras imponerse al C. D. Mirandés en la final por el título.

### Real Madrid C. F.
El 2 de mayo de 2010 debutó en el primer equipo del Real Madrid en un partido ante el C. A. Osasuna sustituyendo a Gago cuando el encuentro iba empate a 2 goles., El resultado final sería 3-2 a favor del conjunto blanco.

### Real Betis Balompié
El 2 de junio de 2013 el propio jugador confirma su fichaje con el Real Betis Balompié en su cuenta de Twitter. Club con el que estuvo a punto de fichar la temporada anterior.

felicitar al @RBetisOficial por su clasificacion europea....el año que viene disfrutaremos juntos de europa!!! Viva el Betis.
Juanfran Moreno, en su cuenta de twitter)

La temporada acabó con el Betis descendido a la Segunda División de España y eliminado por su eterno rival, el Sevilla F. C. en los penaltis de los cuartos de final de la Liga Europa de la UEFA.

### R. C. Deportivo de La Coruña
El 1 de septiembre de 2014 se hizo oficial su cesión al Deportivo de La Coruña para la temporada 2014/15. y también se acordó un contrato con Watford, pero esta última medida entró en vigor en julio de 2015 por una cantidad de alrededor de 1,5 millones de euros.
Juanfran regresó al Dépor el 16 de julio de 2015, en préstamo por un año. El verano siguiente, aunque el periódico La Voz de Galicia informó inicialmente que se había alcanzado un acuerdo permanente de cuatro años después de que el club inglés recibiera una compensación, fue de nuevo prestado a los españoles que ahora tendrían una opción de compra.

### Club Deportivo Leganés
En la temporada 2018-19 pasó a jugar en el Club Deportivo Leganés, donde se disputó la titularidad de la banda derecha con el camerunés Allan Nyom. Tras el descenso, en las filas del Leganés disputó 23 encuentros a las órdenes de Pellegrino.

### Alanyaspor
En julio de 2019 el club coruñés y el jugador acordaron la rescisión del último año de contrato que le quedaba en Riazor. Entonces se marchó a Turquía para firmar con el Alanyaspor de la Superliga turca. Allí permaneció tres años, logrando en el primero de ellos llegar a la final de la Copa de Turquía.

### Fin de carrera en España
El 23 de junio de 2022 el Málaga C. F. anunció su fichaje para la temporada 2022-23. A mitad de la misma, tras haber participado en 16 partidos de la Segunda División, llegó a un acuerdo para rescindir su contrato y se marchó al Real Oviedo. Este acabó siendo el último de equipo de su carrera antes de confirmar su retirada el siguiente mes de octubre.

## Clubes
Actualizado al último partido jugado en su carrera deportiva.
| Club                                  | Div.          | Temporada     | Liga  | Liga  | Copas nacionales | Copas nacionales | Torneos internacionales | Torneos internacionales | Total | Total |
| Club                                  | Div.          | Temporada     | Part. | Goles | Part.            | Goles            | Part.                   | Goles                   | Part. | Goles |
| ------------------------------------- | ------------- | ------------- | ----- | ----- | ---------------- | ---------------- | ----------------------- | ----------------------- | ----- | ----- |
| Getafe C. F. · España                 | 1.ª           | 2007-08       | 1     | 0     | 2                | 0                | 1                       | 0                       | 4     | 0     |
| Getafe C. F. · España                 | Total club    | Total club    | 1     | 0     | 2                | 0                | 1                       | 0                       | 4     | 0     |
| Villarreal C. F. "B" · España         | 2.ª B         | 2008-09       | 13    | 2     | 6                | 0                | ―                       | ―                       | 19    | 2     |
| Villarreal C. F. "B" · España         | Total club    | Total club    | 13    | 2     | 6                | 0                | ―                       | ―                       | 19    | 2     |
| Real Madrid Castilla C. F. · España   | 2.ª B         | 2009-10       | 22    | 5     | ―                | ―                | ―                       | ―                       | 22    | 5     |
| Real Madrid C. F. · España            | 1.ª           | 2009-10       | 1     | 0     | 0                | 0                | 0                       | 0                       | 1     | 0     |
| Real Madrid C. F. · España            | 1.ª           | 2010-11       | 0     | 0     | 1                | 0                | 0                       | 0                       | 1     | 0     |
| Real Madrid C. F. · España            | Total club    | Total club    | 1     | 0     | 1                | 0                | 0                       | 0                       | 2     | 0     |
| Real Madrid Castilla C. F. · España   | 2.ª B         | 2010-11       | 33    | 3     | 2                | 0                | ―                       | ―                       | 35    | 3     |
| Real Madrid Castilla C. F. · España   | 2.ª B         | 2011-12       | 35    | 4     | 4                | 0                | ―                       | ―                       | 39    | 4     |
| Real Madrid Castilla C. F. · España   | 2.ª           | 2012-13       | 42    | 4     | ―                | ―                | ―                       | ―                       | 42    | 4     |
| Real Madrid Castilla C. F. · España   | Total club    | Total club    | 132   | 16    | 6                | 0                | ―                       | ―                       | 138   | 16    |
| Real Betis Balompié · España          | 1.ª           | 2013-14       | 34    | 1     | 3                | 0                | 11                      | 0                       | 48    | 1     |
| Real Betis Balompié · España          | Total club    | Total club    | 34    | 1     | 3                | 0                | 11                      | 0                       | 48    | 1     |
| R. C. Deportivo de La Coruña · España | 1.ª           | 2014-15       | 34    | 1     | 0                | 0                | ―                       | ―                       | 34    | 1     |
| R. C. Deportivo de La Coruña · España | 1.ª           | 2015-16       | 35    | 1     | 0                | 0                | ―                       | ―                       | 35    | 1     |
| R. C. Deportivo de La Coruña · España | 1.ª           | 2016-17       | 34    | 0     | 4                | 0                | ―                       | ―                       | 38    | 0     |
| R. C. Deportivo de La Coruña · España | 1.ª           | 2017-18       | 35    | 0     | 1                | 0                | ―                       | ―                       | 36    | 0     |
| R. C. Deportivo de La Coruña · España | Total club    | Total club    | 138   | 2     | 5                | 0                | ―                       | ―                       | 143   | 2     |
| C. D. Leganés · España                | 1.ª           | 2018-19       | 23    | 1     | 3                | 0                | ―                       | ―                       | 26    | 1     |
| C. D. Leganés · España                | Total club    | Total club    | 23    | 1     | 3                | 0                | ―                       | ―                       | 26    | 1     |
| Alanyaspor Turquía                    | 1.ª           | 2019-20       | 13    | 0     | 2                | 0                | ―                       | ―                       | 15    | 0     |
| Alanyaspor Turquía                    | 1.ª           | 2020-21       | 37    | 0     | 2                | 0                | 1                       | 0                       | 40    | 0     |
| Alanyaspor Turquía                    | 1.ª           | 2021-22       | 37    | 0     | 5                | 0                | ―                       | ―                       | 42    | 0     |
| Alanyaspor Turquía                    | Total club    | Total club    | 87    | 0     | 9                | 0                | 1                       | 0                       | 97    | 0     |
| Málaga C. F. · España                 | 2.ª           | 2022-23       | 16    | 0     | 0                | 0                | ―                       | ―                       | 16    | 0     |
| Málaga C. F. · España                 | Total club    | Total club    | 16    | 0     | 0                | 0                | 0                       | 0                       | 16    | 0     |
| Real Oviedo · España                  | 2.ª           | 2022-23       | 2     | 0     | ―                | ―                | ―                       | ―                       | 2     | 0     |
| Real Oviedo · España                  | Total club    | Total club    | 2     | 0     | 0                | 0                | 0                       | 0                       | 2     | 0     |
| Total carrera                         | Total carrera | Total carrera | 447   | 22    | 35               | 0                | 13                      | 0                       | 495   | 22    |
| 1. 2.                                 |               |               |       |       |                  |                  |                         |                         |       |       |

## Palmarés

### Campeonatos nacionales
| Título             | Club                       | País   | Año  |
| ------------------ | -------------------------- | ------ | ---- |
| Copa del Rey       | Real Madrid C. F.          | España | 2011 |
| Segunda División B | Real Madrid Castilla C. F. | España | 2012 |